# Страдуни
Страдуни (пол. Straduny, нім. Stradaunen) — село в Польщі, у гміні Елк Елцького повіту Вармінсько-Мазурського воєводства.
Населення — 1054 особи (2011).
У 1975-1998 роках село належало до Сувальського воєводства.

## Демографія
Демографічна структура станом на 31 березня 2011 року:
|          | Загалом | Допрацездатний вік | Працездатний вік | Постпрацездатний вік |
| -------- | ------- | ------------------ | ---------------- | -------------------- |
| Чоловіки | 532     | 124                | 351              | 57                   |
| Жінки    | 522     | 121                | 285              | 116                  |
| Разом    | 1054    | 245                | 636              | 173                  |